# Stenopogon wilcoxi
Stenopogon wilcoxi är en tvåvingeart som beskrevs av Stanley Willard Bromley 1937. Stenopogon wilcoxi ingår i släktet Stenopogon och familjen rovflugor. Inga underarter finns listade i Catalogue of Life.